# Perizoma contrita
Perizoma contrita là một loài bướm đêm trong họ Geometridae.